# 빈하이 국제공항역
빈하이 국제공항역(중국어: 滨海国际机场站)은 톈진시 둥리구 톈진 빈하이 국제공항 지상 주차장의 지하에 위치한 톈진 지하철 2호선의 지하역 중 하나로, 2호선 동부구간의 종착역이기도 하다.

## 역구조
지하 1층에 위치한 빈하이 국제공항역은 빈하이국제공항 T2터미널과 직결되어 있으며, 지하철 고객센터가 설치되어 승객의 승차권 구입, 지하철 교통카드 발매 및 보충, 분실물 보관 등의 서비스를 제공한다. 또 역 구내에는 자동발매기, 검표기, 현금인출기 등 셀프서비스 시설이 갖춰져 있다. 승강장은 지하 2층에 위치하고 있으며, 섬식 승강장 형태로, 밀폐형 스크린도어가 설치되어 있다.
| 지면     | 출구, 터미널                    | 주차장, 빈하이 국제공항                  |
| 지하 1층 | 대합실                          | 고객센터, 자동매표기, 검표기, 자동인출기 |
| 지하 2층 | 궤도(북)                        | ←■ 2호선 차오좡 방면 (공항경제구)        |
| 지하 2층 | 섬식 승강장, 왼쪽 출입문이 열림 |                                          |
| 지하 2층 | 궤도(남)                        | ■ 2호선 하차전용 승강장 →                |

## 역 출구
빈하이 국제공항역은 빈하이 국제공항 지하에 바로 설치되어 다른 역처럼 별도의 출구가 설치되어 있지 않으며, 승객들은 지하 1층 통로에서 빈하이국제공항 T2터미널로 이동해 국내항공을 이용하고, 터미널을 통해 T1터미널로 이동하며, 국제 및 홍콩·마카오행 항공편을 대여하거나, 출구를 통해 지상 대중교통과 주차장으로 환승할 수 있다.

## 환승 교통
- 항공
  - 톈진 빈하이 국제공항
- 공항버스
  - 베이징 바왕펀선, 탕산선, 탕구 개발구선, 톈진역선, 서역 여객터미널선
- 시내버스
  - 톈진공항역: 공항 전용선 4

## 역사
- 2014년 8월 28일, 빈하이 국제공항 T2 터미널 개통과 함께 개업되었다[1].

## 인접정차역
| 톈진 지하철       | 톈진 지하철       | 톈진 지하철 |
| ----------------- | ----------------- | ----------- |
| 공항경제구 차오좡 | 톈진 지하철 2호선 | 시·종착역   |